# Ленино (Слуцкий район)
Ле́нино (до 1921 года — Рома́ново, бел. Леніна) — агрогородок в Слуцком районе Минской области Беларуси. Центр Ленинского сельсовета. Рядом протекает река Морочь.

## История
До 1921 года деревня носила название Романово. Упоминается в грамоте Великого князя Литовского Александра в 1499 году в числе наиболее крупных населённых пунктов Слуцкого княжества, после второго раздела Речи Посполитой — местечко Слуцкого повета.
Сначала Романово принадлежало слуцким князьям, а позже перешло к князьям Радзивиллам.
В 1718 году Романово от князя и короля Августа Сильного получает привилеи на проведение ежегодных кирмашей.
2 (14) июля 1812 года около местечка произошёл бой русского арьергарда под командованием донского атамана М. И. Платова и генерала И. В. Васильчикова из 2-й Западной армии П. И. Багратиона с наполеоновскими войсками 4-го кавалерийского корпуса генерала В. Н. Латур-Мобура. Русские войска нанесли поражение противнику, заставив его отступить. В этом бою отличился командир 1-го батальона Ахтырского гусарского полка подполковник Д. В. Давыдов. В 1962 году в сквере установлена мемориальная плита, посвящённая победе русских войск, в 2005 году она была обновлена.
В 1866—1867 годах на средства крестьян было построено здание для народного училища. С 1876 года училище стало двухклассным. Принимали в него по два мальчика с каждого населённого пункта. В 1898 года было построено другое двухклассное училище, в которое принимали и девочек.
На начало XX века местечко, 260 дворов, 1481 житель. В 1921 году основана первая в Слуцком повете коммуна. На 1 января 1998 года 214 дворов, 523 жителя.
В деревне установлены памятники: на месте боя 1812 года; погибшим в годы Великой Отечественной войны 103 землякам; на братской могиле 12 советских воинов и партизан; на могиле старшего лейтенанта П. Я Горунова, погибшего в 1944 году. На территории агрогородка есть памятник археологии — городище в северной окраине деревни, на левом берегу реки Морочь, известно с конца XIX в. Местное название — Замок.
С 2010 года деревня Ленино — агрогородок.

## Утраченное наследие
- Церковь Святого Георгия Победоносца.
- Церковь Святого Николая Чудотворца.
- Часовня кладбищенская[4].

## Транспорт
Доехать из Слуцка до агрогородка Ленино можно на автобусе 207с «Слуцк АВ-Кожушки».

## Инфраструктура
- Сельский исполком
- Ленинская сельская библиотека-филиал № 20
- Дом культуры
- Средняя школа
- Магазин
- Отделение № 7 филиала № 615 АСБ «Беларусбанк»
- Отделение почтовой связи «Ленино»

## Известные уроженцы
- Гладкий, Александр Петрович (1909) — белорусский учёный.
- Киш, Елена Андреевна (1896 — 1949) — мастер декоративно-прикладного искусства.
- Теравский, Владимир Васильевич (1871 — 1938) — белорусский композитор и фольклорист.